# Buenos días (programa de televisión)
Buenos días fue el primer programa de televisión matinal en España, que extendió la programación de Televisión Española a las mañanas y se emitió entre 1986 y 1990.

## Historia
El programa comenzó a emitirse por TVE-1 el 13 de enero de 1986. Hasta entonces, la cadena comenzaba sus emisiones al mediodía (excepto los fines de semana, donde ya había programación matinal, si bien en ese momento todavía comenzaba generalmente pasadas las 10 o las 11 de la mañana).
Sobre la base de la difusión de noticias, combinada con entrevistas y pequeños reportajes, este programa estaba editado e ideado por el realizador José María Fraguas de Pablo y presentado por el periodista José Antonio Martínez Soler, que también ostentaba la Jefatura de Redacción. Colaboraban Carlos Goñi, Leonor García Álvarez , Sandra Sutherland, Diego Carcedo desde Nueva York y Luis de Benito desde el programa "España a las 8" de Radio Nacional con Elena Sánchez y María Escario en la sección de deportes. La información meteorológica fue conducida por Paco Montesdeoca y José Antonio Maldonado que estrenaron, por primera vez en España, la pantalla de incrustación por "chroma key" para mostrar los mapas. Abarcaba un horario de 7:30 a 9:00 de la mañana. También componían el equipo de realización Benito Valle, Esther Luque, Vicente Gil-Dávila y Fernando Navarrete Parrondo. Según datos de la propia TVE, durante su primera semana de emisión, congregó a 3.240.000 espectadores.
Tras la marcha José María Fraguas de Pablo, editor, fundador y realizador, Buenos días perdió su formato original aunque José Antonio Martínez Soler continuó un tiempo en el mismo. En 1987, con el programa en franca decadencia, fue relevado al frente del programa. El 12 de enero de ese año se hizo cargo del mismo el veterano periodista de la casa: Pedro Erquicia, que se mantuvo en Buenos días hasta octubre, cuando se le encargó la dirección del informativo de fin de semana 48 horas. 
El espacio pasó entonces a manos del periodista José Díaz Argüelles, junto a Sutherland y Mari Carmen García Vela. Tras unos meses, le corresponde a Pedro Sánchez Quintana tomar el relevo.
La siguiente etapa del programa comenzó el 19 de junio de 1989 y estuvo conducida por Pedro Piqueras, junto a Mayte Pascual y Francine Gálvez.
En los últimos meses fue Luis Tomás Melgar el responsable del programa, que finalmente dejó de emitirse a finales de 1990.